# إبلين
إبلين قرية في منطقة أريحا في محافظة إدلب في سورية. تقع في جبل الزاوية.
إبلين من أجمل القرى التابعة لجبل الزاوية. تشتهر ابلين بالزراعة ومن أهمها الزيتون والكرز والوشنة والعنب والتين والمشمش والجوز وبعض الخضار مثل الكوسا والقرع والبندورة. كما يوجد بها الكثير من مزارع الدجاج.
وما تزال بعض بيوتها القديمة شامخة إلى هذا الوقت وهي مبنية من الطين والحجر وتسمى بيوت غمس وتحيط بابلين قرى البارة ومليار ومشون (بلشون) وبسامس وابديتا واحسم ومرعيان والرامي والمغارة وكنصفرة وعلاروز وكفر عويد.
تتمتع ابلين بطقس رائع صيفا والمعتدل بالربيع والخريف والبارد شتاء. ويطل عليها تل النبي أيوب الذي يرتفع عن البحر حوالي 950 متر.
من أبرز سكانها المقدم حسين هرموش. انضم عدد كبير من شبابها إلى الجيش السوري الحر.   من أبر واشهر عائلة آل اشحيبر 